# Forcipomyia pallidistylus
Forcipomyia pallidistylus är en tvåvingeart som beskrevs av Krivosheina et Remm 1974. Forcipomyia pallidistylus ingår i släktet Forcipomyia och familjen svidknott. Inga underarter finns listade i Catalogue of Life.